# 篠原弘道
篠原 弘道（しのはら ひろみち、1913年〈大正2年〉8月15日 - 1939年〈昭和14年〉8月27日）は、大日本帝国陸軍の軍人、戦闘機操縦者。最終階級は陸軍少尉。通り名・異名は「東洋のリヒトホーフェン」。
日本陸軍のトップ・エースの一人として総撃墜数58機を誇り、これは1939年5月27日の初陣から同年8月27日に戦死するまでのわずか3か月の間に達成された。また、1日で11機の敵機を撃墜した記録をもつ。

## 生涯
1913年8月15日栃木県河内郡雀宮村大字東谷（現：宇都宮市東谷町）生まれ。父庄蔵、母はる。雀宮尋常小学校東校（現：宇都宮市立雀宮東小学校）を経て1931年（昭和6年）下野中学校卒業後、12月に騎兵の現役志願兵として羅南の騎兵第27連隊に入営。同月満州事変に動員され錦西城の戦いに参加。のちに航空兵に転科し、1933年（昭和8年）6月に所沢陸軍飛行学校に入校。翌1934年（昭和9年）1月に戦闘機操縦者として卒業し、2月に飛行第11大隊第1中隊（亀山計衛大尉）に配属され、満州のハルビンに赴任する。1938年（昭和13年）に飛行第11大隊は飛行第11戦隊となり、後年部隊マークとして垂直尾翼に稲妻を描き「稲妻部隊」と呼ばれる事になる。同年陸軍航空兵准尉に昇進し、1939年5月にノモンハン事件が勃発したときには25歳で既に6年の飛行経験があった。
1939年5月27日、九七式戦闘機に搭乗した篠原は第1中隊長・島田健二大尉、鈴木栄作曹長とともに出撃、初めての敵戦闘機との交戦でソ連軍のI-16単葉戦闘機4機を撃墜した。翌28日には第3中隊とともに出撃（篠原の列機は島田大尉と吉山文治曹長）しRZ複葉偵察機1機とI-15複葉戦闘機5機を撃墜し、たった1日でエース・パイロットとなった。史上初陣から1日で10機の撃墜を記録したパイロットは篠原の他にいない。特筆すべきは同年6月27日、日本軍がモンゴルの後方基地タムスクに大規模な空襲を行った際に、11機の敵機を撃墜したことである。この記録を上回るのはドイツ空軍のエーリヒ・ハルトマン（1日に12機を撃墜）だけである。篠原は撃墜マークとして愛機の操縦席側面に星を描いていた。
しかし武運は長くは続かず、1939年8月27日、爆撃機護衛の際に交戦となり敵機3機を撃墜したが、I-16戦闘機に撃墜され戦死した。その功績により同日附で准尉から少尉に特進した。1940年9月26日、第21回論功行賞に選ばれる。
その活躍から「東洋のリヒトホーフェン」と呼ばれ、またノモンハン航空戦における操縦者達の活躍は「ホロンバイルの荒鷲」としてマスメディア上でも大々的に取り上げられており、中でも篠原は屈指のエースとして国民の知るところとなった。また敵編隊に殴りこみをかけ撃墜するという、迫力ある空戦模様を記録した日記を残していたことでも知られる。

### 関連文献
- 伊沢保穂、航空情報編集部 編『日本陸軍戦闘機隊』（新改訂増補版）酣灯社、1984年3月、256頁。ISBN 4-87357-004-2。NDLJP:12229750。秦郁彦 監修。